# ISO 3166-2:KW
Kódy ISO 3166-2 pro Kuvajt identifikují 6 guvernorátů (stav v roce 2015). První část (KW) je mezinárodní kód pro Kuvajt, druhá část sestává z dvou písmen identifikujících jednotlivá území.

## Seznam kódů
```
KW-AH Ahmadí (Míná al-Ahmadí)
KW-FA Farwania (Farwania)
KW-JA Jahrach (Jahrach)
KW-KU Al-Kuwait (Al-Kuwait)
KW-HA Hawalli (Hawalli)
KW-MU Mubarak Al-Kabeer
```